# Хуанес
Хуан Естебан Аристизабал Васкез (шп. Juan Esteban Aristizábal Vásquez; 9. август 1972), познатији као Хуанес (шп. Juanes), колумбијски је певач баскијског порекла. Према његовој издавачкој кући, Хуанес је продао више од 15 милиона албума широм света.

## Дискографија
- Fíjate Bien (2000)
- Un Día Normal (2002)
- Mi Sangre (2004)
- La Vida... Es Un Ratico (2007)
- P.A.R.C.E. (2010)
- Loco de Amor (2014)